# Ivo Robić
Ivo Robić (Garešnica, 28. siječnja 1923. − Rijeka, 9. ožujka 2000.) bio je popularni hrvatski pjevač zabavnih melodija, skladatelj, pionir zabavne glazbe i šlagera, i prvi koji je napravio i veliku međunarodnu karijeru. Ploču Morgen prodao je u više od milijun primjeraka, pa ga od tada zovu Mister Morgen, a ona je i danas najveći komercijalni uspjeh koji je neki hrvatski glazbenik postigao.

## Životopis
Ivo Robić rođen je u Garešnici 1923. godine. Rođen je kao prvi od tri sina u obitelji oca sudskog službenika Stjepana i majke Marije Robić (rođ. Legin). Otac Stjepan volio je glazbu te je vodio tamburaški orkestar. Tako je Ivo Robić već zarana pjevao u zboru i svirao violinu. Tijekom školovanja u srednjoj školi u Bjelovaru, kamo se je obitelj preselila, Robić je već osnovao s prijateljima školski dixieland sastav, s kojim je amaterski nastupao. Živio je u središtu Bjelovara u Gajevoj ulici u isto vrijeme kada su u toj ulici živjeli i glumica Nada Kareš, koja se kasnije udala za čuvenog arhitekta Vjenceslava Richtera, kipar Vojin Bakić te Veljko Milojević, koji je napravio filmsku karijeru u Francuskoj pod imenom Charles Millot. Svi su u to vrijeme bili mladi i neafirmirani.

### Početci
Nakon srednje škole odlazi 1943. godine u Zagreb na studij prava. Istodobno počinje pjevati u zagrebačkom baru Grill Room (podrum Gradske kavane) uz orkestar Kalmana Kočija, te na plesu u tada popularnom Tucmanu (Zgrada Kola) uz pratnju orkestra Charlijea Pavlića. Nakon radijske audicije održane u jesen 1943. godine na kojoj je pjevao pjesmu Marija Kinela Sniježi, počinje uživo pjevati u programu Državne krugovalne postaje Zagreb. Kako je 1943. godine kapitulirala Italija, u NDH proglašena je mobilizacija, ona je zahvatila i Robića koji je također unovačen no on je uspio ući u Prosvjetničku bojnu Odgojnog odjela Ministarstva oružanih snaga NDH, što je bio elegantan način izbjegavanja bojišnice. Nakon tog je Robić nastupao u brojnim emisijama Državne krugovalne postaje Zagreb, a naročito u radijsko-magazinskom ciklusu Hrvatskom vojniku Vikija Glovackog (2 puta dnevno). Pjevao je na otvorenju Glazbenog paviljona u središtu Bjelovara 8. rujna 1943. godine pred 10 000 okupljenih građana.
Nakon završetka Drugoga svjetskoga rata, 1945. godine, prilike za mladog pjevača šlagera nisu bile baš sjajne, tadašnja Jugoslavija je bila u poluratnom stanju sa svojim dojučerašnjim zapadnim savezncima, zbog krize oko Trsta, Koruške i Grčkog građanskog rata. Robić i u takvim prilikama, već 1945. godine pjeva u Opatiji, priređuje koncert u kazalištu, ali prolazi slabo, jer su tad u Opatiji vladali talijanski orkestri. Od 1946. godine ponovno pjeva na Radio Zagrebu, iste godine se i vjenčao, 18. travnja, sa svojom ljubavi iz ratnih dana Martom Goleš, s kojom će ostati do kraja života, i koja mu je bila i više od supruge - prava menadžerica i njegova desna ruka.
Robić je nakratko živio u Mariboru od 1949. godine nastupajući na tamošnjem radiju, no već iste godine dobio je ljetni angažman u hotelu Talasoterapija u Crikvenici, a već 1950. godine u Opatiji na terasi Hotela Kvarner, što će vremenom postati njegov zaštitni znak (na toj će terasi pjevati gotovo do kraja 1980-ih, uz manje prijekide). U to vrijeme (1949.) snima i svoju prvu ploču - Ti ni ne slutiš / Kad zvjezdice, za netom osnovani Jugoton.

### Proboj u međunarodne vode
Ljetni nastupi u Opatiji donijeli su Robiću i prvi inozemni angažman, njegov nastup 1955. godine se toliko dojmio vlasnika noćnog kluba iz bavarskog ladanjskog gradića Hof an der Saale, da je angažirao Robića i za svoj klub. Tako je Robić prvi put otišao u Njemačku te ostao sedam mjeseci i stekao dragocjena iskustva za kasniji proboj na to tržište. Sljedeća godina donijela je Robiću još jednu sjajnu prigodu, predstavnici čehoslovačke diskografske kuće Supraphon, koja je tad bila nešto u svijetu diskografije, došli su u Beograd 1956. godine pronaći izvođače za svoju kuću, odabrali su Robića. Robić je i tu šansu odmah iskoristio i snimio te iste godine singl ploču Vaš dum šel spat. Suradnja s Praškim Supraphonom tekla je godinama te je Robić izdao 55 singlica (uglavnom prepjeve popularnih hitova tog doba) između 1956. i 1965. godine. 
Robiću je dobra bila i 1957. godina tad je odabran od istočno njemačkog glazbenog menadžera da zajedno s beogradskom pjevačicom Lolom Novaković nastupi na Leipziškom sajmu kao predstavnik Jugoslavije. 
Svi ti uspjesi u neposrednom susjedstvu dojmili su se i ljudi iz hamburške diskografske kuće Polydor, tako da je krajem 1958. godine Robić dobio poziv za probno snimanje. Nakon potpisivanja ugovora, 4. veljače 1959. godine snimio je skladbu "Morgen" švicarskog skladatelja Petera Moessera, u aranžmanu i uz pratnju orkestra Berta Kaempferta. "Morgen" je Robića lansirao u onodobne zvijezde lakih nota. U nepunu godinu dana singl Morgen donio je Robiću Zlatnu ploču Polydora i Brončanog lava Radio Luxembourga (tada vrlo popularne i uticajne radio stanice). Na ljestvicama popularnosti onodobnih poznatih glazbenih časopisa Morgen je vrlo dugo držao visoke pozicije. Morgen je dospio i na #13 Billboardove liste Top 40 (31. kolovoza 1959. godine, gdje se zadržao 11 tjedana), kao i #23. mjesto britanske top ljestvice (New Musical Express, 7. studenoga 1959. godine). Bila je to prva pjesma pjevana na njemačkom jeziku a koja je dospjela na neku američku top-ljestvicu. Uvrštavanje na te dvije top-ljestvice je najveći uspjeh hrvatskih glazbenika na glavnim svjetskim glazbenim tržištima na koje poslije Robića nitko s ovih prostora nije dospio.
Nakon uspjeha s Morgenom Robić je nastavio suradnju s Bertom Kaempfertom, koji je u to vrijeme imao jedan od vodećih orkestara u Njemačkoj, zajedno su snimili jedan LP i 14 singl-ploča za kuću Polydor. Velike Robićeve uspješnice bile su i: Muli Song, (Billboard #58, 1960.), Mit 17 fängt das Leben erst an, Rot is der Wein i Fremde in der Nacht (Strangers in the Night). Za potonju pjesmu postoji priča da je djelo samog Ive Robića, po priči njegove supruge Marte on je tu pjesmu slao na Splitski festival, ali nije prošla selekciju. Navodno je autorstvo prepustio Bert Kaempfertu a on pjesmu dao Franku Sinatri koji je s njom doživio svjetski uspjeh 1966. godine.
Do kraja života često je ispitivan o autorstvu pjesme, ali je diplomatski izbjegavao odgovor, vjerojatno kao džentlmen ne želeći prekršiti dogovor ako je bio autor pjesme, ili u suprotnom slučaju ne želeći razočarati hrvatsku publiku ponosnu što je njihov pjevač možda skladao slavnu pjesmu. No i u svijetu ostaje dvojba oko autorstva, pa dok se u diskografiji (koja zbog naplate autorskih prava čvrsto ponavlja jednom potpisana imena) na svakoj novoj izvedbi uvijek kao autori navode Kaempfert, Singleton i Snyder u televizijskim se programima i filmovima nerijetko dodaje i Robićevo ime, a ponekad se navodi i kao jedini autor, pa i u svjetski uspješnoj produkciji poput filma Melankolija Larsa von Triera.

#### Pokušaj osvajanja Amerike
Robić je krenuo u osvajanje američkog tržišta s pjesmom "Morgen", koju je za američko tržište izdala diskografska kuća Laurye. Ugovorio je nastupe u tada u čuvenom Perry Como Showu američke TV kompanije NBC te krenuo na svoju tro i pol mjesečnu turneju. Nastupio je i u Ed Sullivan Showu, Dick Clark Showu i brojnim drugim manje poznatim emisijama i po koncertima. Međutim proboj na američko tržište pokazao se kao pretežak zalogaj, unatoč činjenici da je "Morgen" bila prva pjesma s njemačkog govornog područja koja je dospjela na američke top liste #13 (Billboard Top 40). Nakon tog pokušaja Robić je odustao od Amerike i odlazio je uglavnom pjevati hrvatskim iseljenicima.

### Robićeva domaća karijera
Istodobno s inozemnom Robić je uspješno gradio i karijeru u vlastitom dvorištu. Robić je bio radijska zvijezda 1950-ih, svako malo bi se čuli njegovi prepjevi tada popularnih hitova; "Mama Juanita"' (iz filma Jedan dan života), "S pjesmom u srcu" (iz filma Mladić s trubom). Negdje u to vrijeme obnovio je suradnju sa skladateljem i tekstopiscem Marijom Kinelom, pa su izbacili domaće uspješnice; "Uzalud plačeš", "Ko divan san", "Čežnja" i "Jadran u noći" (1953.), "Samo jednom se ljubi" (1956.), "Srce laku noć" (1956.). Tad se počinju rađati i brojni domaći festivali. Na prvom Zagrebfestu 1953. godine Robić je uz Rajku Vali jedini pjevač, pobijedio je s pjesmom Ljube Kuntarića "Ta tvoja ruka mala", koja je prvo postala veliki radijski (a tek potom i diskografski hit). Potom slijedi uspjeh na prvom Opatijskom festivalu 1958. godine na kojem je pobijedio otpjevavši pjesmu "Mala djevojčica" (Vandekar, Ruben) u duetu s tada malom djevojčicom Zdenkom Vučković. Ta pjesma se doista nije skidala s radio programa ondašnjih godina, uz pjesmu "Tampico" Rajke Vali i poneki duet Robića i Rajke Vali ("Baš je divan sunčan dan", "Tvoj", "Srček dela tika taka") to se vrtjelo po cijeli dan. Robić je nastavio uspješnu domaću karijeru i tijekom 1960-ih. Uspješno je nastupio na Splitskom festivalu 1963. godine s pjesmom "Moja kala", a zapažen je bio i njegov duet s Anicom Zubović "Crne marame". Nakon toga osvaja zagrebačku festivalsku publiku 1964. godine s pjesmom "Golubovi", te ponovno 1965. godine otpjevavši pjesmu Marija Bogliunija posvećenu Zagrebu, "Zbog čega te volim", koja je premoćno pobijedila.
Šezdesete godine 20. stoljeća su vrhunac karijere Ive Robića, tad po prvi put nastupa i u filmu Ljubav i moda beogradskog redatelja Ljube Radičevića. 
Krajem 1960-ih i početkom 1970-ih, dolazi i u Hrvatskoj do promjene glazbenog ukusa, od do tada popularnih šlagera i velikih revijskih orkestara, mlađa publika preferira više beat sastave od tri gitare i bubnjeva. 
Robić kao da shvaća da mu vrijeme prolazi, pa se više okreće nastupima na regionalnim festivalima Krapini, Slavoniji i Kvarneru. Za njih i piše vlastite skladbe, odlazi na brojne i česte turneje po Njemačkoj, Americi i Australiji i puno gostuje na televiziji.

### Robić kao skladatelj
Ivo Robić je započeo sa skladanjem još 1950-ih u Državnoj muzičkoj školi u Gundulićevoj ulici u Zagrebu. Među njegove najpoznatije skladbe ubrajaju se "Rodni moj kraju" (1947.), "Srce, laku noć" (1954.), "Samo jednom se ljubi" (1957.) i "Mužikaši" (1966.). Ivo Robić bio je vrlo svestrani glazbenik, svirao je glasovir, saksofon, klarinet, flautu i kontrabas.

## Robićev privatni život
Robić je izvan pozornice živio mirno i povučeno na relaciji Zagreb - Opatija, koja je od 1960-ih njegov drugi dom, kad je u Ičićima izgradio svoju kuću. Do kraja života živio je u skladnom braku sa svojom suprugom Martom, djece nisu imali. Po njegovoj smrti izbio je skandal oko njegove imovine, naime njegova uža rodbina (braća Rajko i Miroslav) nastojala je osporiti njegovu oporuku, koju je napravio tri dana prije smrti na bolesničkoj postelji.
Pokopan je na zagrebačkom groblju Mirogoju.

## Diskografija

### Ploče izdane u Jugoslaviji
Ovo nije potpuni popis već izbor, sve ploče izdao je Jugoton osim onih na kojima je naveden izdavač.

#### Singl i EP ploče
- 1949. Ti ni ne slutiš/ Kad zvjezdice male[3]
- 1950. Ritam veselja
- 1951. Serenada Opatiji
- 1952. Siboney
- 1953. Ta tvoja ruka mala
- 1953. La Paloma
- 1954. Ta tvoja ruka mala
- 1956. Nekada sam i ja volio plavo cvijeće
- 1956. Samo jednom se ljubi,- C-6499
- 1957. Que sera sera
- 1958. Prva ljubav / Samo jednom se ljubi, -SY 102
- 1958. Granada / Mexico,-SY 1027
- 1958. Mala djevojčica (Opatija '58) / Kućica u cveću, -SY 1038
- 1959. Kao prije (Come prima), Taccani
- 1961. U mom srcu / Lijepa zemljo moja,-EPY 3008
- 1961. Samo jednom se ljubi / Ja ću doć... / Ne plači / Za tobom čeznem,-EPY 3026
- 1961. Kroz Dalmaciju s Ivom Robićem,-EPY 3110
- 1962. Orfejeva pjesma / Marjolaine / I Sing Amore / Jesen na Zrinjevcu,-EPY 3072
- 1963. La paloma (Bijeli golub) / Adio, Mare,-SY 1188
- 1964. Sedamnaestogodišnjoj / Pozdrav na rastanku / Moj sunčani kut / Sucu-sucu,-EPY 3122
- 1964. "08" Ching - Ching - Ching / Jednom ćeš shvatiti / Adios, amigo / Znam da pripadaš drugome,-EPY 3294
- 1967. Stranci u noći / Volim te / Lijep je naš dan / U nama- EPY 3779
- 1968. Dugo toplo ljeto/Ti i ja/Svijet iza nas / Serenada Opatiji, -EPY 3981
- 1968. U plavo jutro / Pjesma za tebe / Ja želim/Zašto te toliko volim,-EPY 4106
- 1970. Nitko nije sretniji od mene / Riječko veče,-SY 1621
- 1970. Daj, otpri obločec / Najlepše reči, -SY 1662
- 1971. Tko je znao / Ti meni značiš sve,-SY 11877
- 1971. Grade moj / Zaljubljen u svoj grad,-SY 21836
- 1974. Ti nikad zaboravit nećeš (Zagreb '74) / Kuda sad,-SY 22731

#### LP ploče
- 1956. Pjeva Vam Ivo Robić,-LPM 12
- 1957. Cowboyske pjesme, -LPM 13
- 1959. Ivo Robić uz Zabavni orkestar Ferde Pomykala, -LPY-44
- 1963. Ivo Robić i orkestar Krešimira Oblaka, Jugoton-LPY 625
- 1965 Jubilarni koncert, Jugoton-LPY-658
- 1969 Milion i prva ploča,-LPVY-S-778
- 1972. Ivo Robić Pjeva melodije Nenada Grceviča,-LSY-60966
- 1976. Sav svijet je tvoj,-LSY-61233
- 1977. 18 zlatnih hitova,-LSY-61362
- 1984. Žuto lišće jeseni,-LSY 61970
- 2001. Pjeva Vam Ivo Robić - Izvorne snimke 1949-1959, Croatia Records-CD 5413530
- 2002. 20 zlatnih uspjeha, Croatia Records-CD D 5 04789 6
- 2006. The Platinum Collection, Croatia Records- 2CD 5706526
- 2007. Mister Morgen, Croatia Records-CD 5729687

### Ploče izdane u Njemačkoj
Ovo nije potpuni popis već izbor

#### Singl i EP ploče
- 1959. Morgen / Ay, Ay, Ay Paloma, Polydor-23 923
- 1959. Rhondaly / Muli-Song , Polydor-24 138
- 1960. Endlich / So allein, Polydor-24 234
- 1960. Mit 17 fängt das Leben erst an (Save the Last Dance for Me) / Auf der Sonnenseite der Welt, Polydor-24 405
- 1961. Tiefes blaues Meer / Wenn ich in deine Augen schau, Polydor-24 540
- 1962. Jezebel / Glaub' daran, Polydor- 24 672
- 1962. Ein ganzes Leben lang / Ich denk' nur an's Wiedersehen, Polydor-24 897
- 1963. Danke schön! / Geh' doch nicht vorbei, Polydor-52 001
- 1963. Danke schön! / Traumlied, Polydor-52 160
- 1964. Hochzeit in Montania / Laß' dein little Girl nie weinen, Polydor-52 352
- 1964. Sonntag in Amsterdam / Zuhause, wieder zuhause sein, Polydor-52 249
- 1966. Fremde in der Nacht / Wiederseh'n, Polydor-52 708
- 1966. Rot ist der Wein / Wer so jung ist wie du, Polydor-52 637
- 1967. Die Welt war schön / Geh nicht vorbei, Polydor-52 875
- 1969. Geh doch nicht am Glück vorbei / Wer das Wunder kennt, Polydor-53 157.
- 1971. Ich zeig' Dir den Sonnenschein / Die erste Liebe im Leben, Polydor-2041 160

#### LP ploče
- 1959. Seine Grosse Erfolge, Polydor-LSY-LPHM 84045
- 1966. Mit 17 fängt das Leben erst an, Polydor- 2416 227
- 1966. Schlager-Erinnerungen mit Ivo Robić, Karussell-535 005
- 1968. Ivo Robić: Singt Kaempfert Erfolge, Polydor-249 270 LP
- 1968. Ausgewählte Goldstücke, Karussell-2876036
- 1969. Unvergessene Hits,Polydor-31 909 5
- 1972. Ihre schönsten Schlager, Luxor Gold-41030
- 2006. Singt Bert Kaempfert, Bear Family-BCD 16737 AH

### Ploče izdane u Čehoslovačkoj
Ovo nije potpuni popis već izbor

#### Singl i EP ploče
- 19??. Diana / Buena Sera,-SUN 45018
- 195?. Ivo Robić (How high is the moon/Day by day/Someone to wathch over me/Answer me) SU 1051
- 1959. Ivo Robić sings in English (So in love/Memory/The nearness of you/I only have eyes for you) SUED 1066K
- 19??. Ivo Robić (Blueberry Hill/The sunflower/You, me and us/Cindy, oh Cindy) SUED 1067K
- 19??. Ivo Robić sings (Unchained Melody/Whatever will be, will be/Good Night /Wake The Town And Tell) SUK 33388
- 1965. Love songs with Ivo Robić (Love Me Tender/All Alone Am I / Una Lacrima Sol Viso/Uno Per Tutto) SUK 36195

#### LP ploče
- 1959. Hit Parade, Supraphon-SUB 13070
- 196?. Hit Parade, Supraphon-SUB 13070

## Nagrade i priznanja
Ivo Robić bio je počasni predsjednik Hrvatske glazbene unije. Od mnogobrojnih nagrada izdvajaju se nagrada Josipa Štolcera Slavenskog za glazbenu umjetnost (1981.) i Porin za životno djelo (1997.). Godine 1953. dobio je prvu nagradu publike na prvom Zagrebačkom festivalu, s pjesmom "Ta tvoja ruka mala". Godine 1956. pobijedio je na Zagrebu s pjesmom "Ako nećeš da te ljubim", a 1964. godine s "Golubovima". U travnju 1960. godine dobio je Zlatnu ploču Polydora za milijun prodanih single ploča, te Brončanog lava Radio Luxembourga. Godine 1969. pobijedio je na prvom Muzičkom festivalu Slavonije u Požegi sa skladbom "Kukuruzi se njišu". Dobio je Zlatnu Jugotonovu pticu, dodijeljenu za milijun prodanih primjeraka LP nosača zvuka.

## Spomen
- 2006.: Dobio je zvijezdu u Hrvatskoj ulici slavnih na opatijskom šetalištu Slatini.[3][17]
- 2013.: U Zagrebu je jedna ulica nazvana po njemu.

## Vanjske poveznice
- Hrvatska glazbena unija oprostila se od počasnog predsjednika, (u međumrežnoj pismohrani archive.org 7. siječnja 2001.)
- Stranice posvećene gospodinu Ivi Robiću, David Dezso, (u međumrežnoj pismohrani archive.org 12. ožujka 2010.)
- Nadir Efendić, Ivo Robić, životipis Ive Robića na portalu Barikada.com, (u međumrežnoj pismohrani archive.org 7. srpnja 2011.)
- Ivo Robić, ovitci ploča njemačkih izdanja na portalu Covergalerie.org, (u međumrežnoj pismohrani archive.org 23. svibnja 2009.) (njem.)
- Ovitci ploča češke kuće Supraphon na portalu Popmuseum.cz, među kojima su i Ivo Robić sings, Someone To Watch Over Me i Love songs with Ivo Robić  Arhivirana inačica izvorne stranice od 27. prosinca 2008. (Wayback Machine) (engl.)